# Tytroca leucoptera
Tytroca leucoptera är en fjärilsart som beskrevs av George Francis Hampson 1896. Tytroca leucoptera ingår i släktet Tytroca och familjen nattflyn. Inga underarter finns listade i Catalogue of Life.